# Великий Обуховський міст

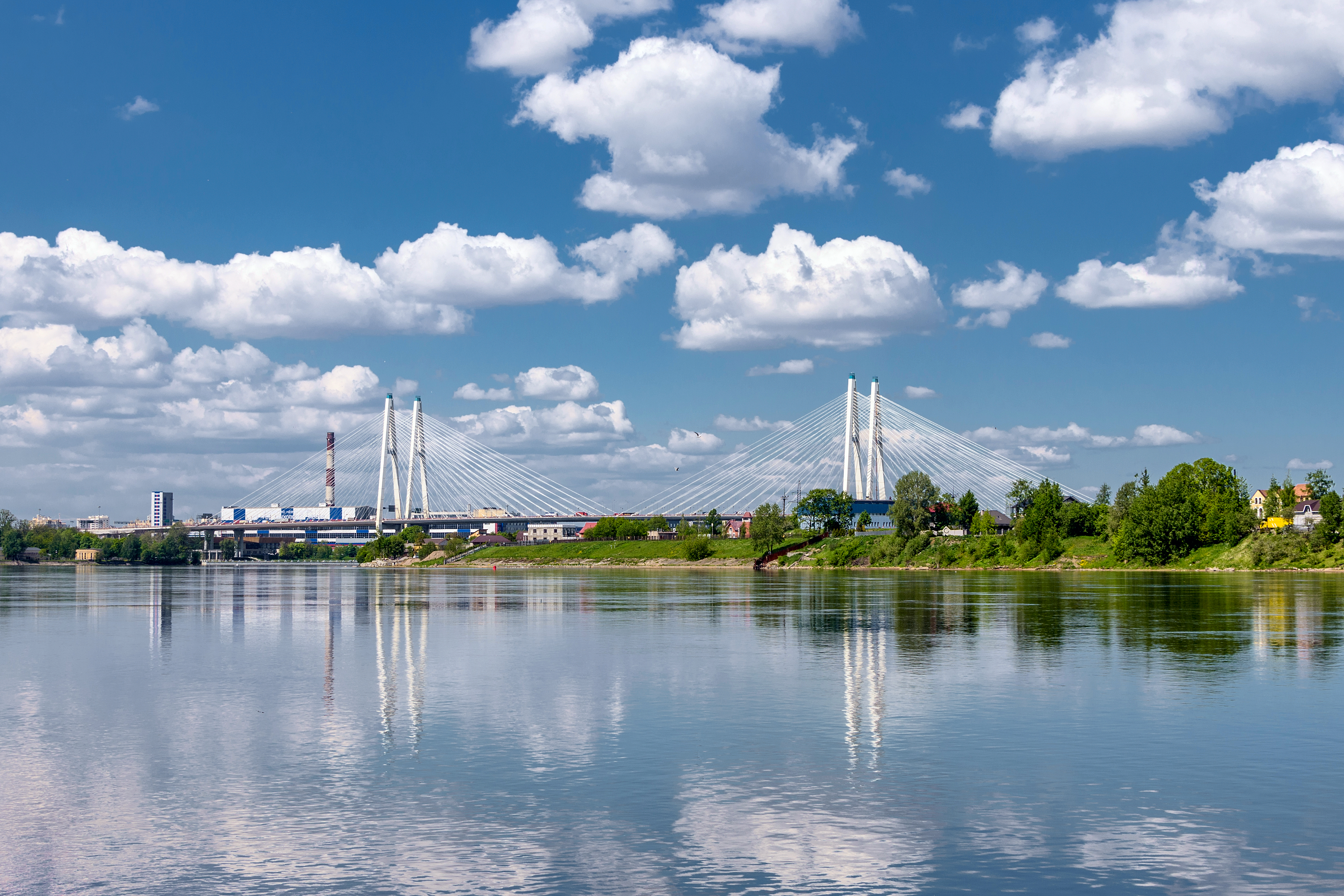
Великий Обуховський міст

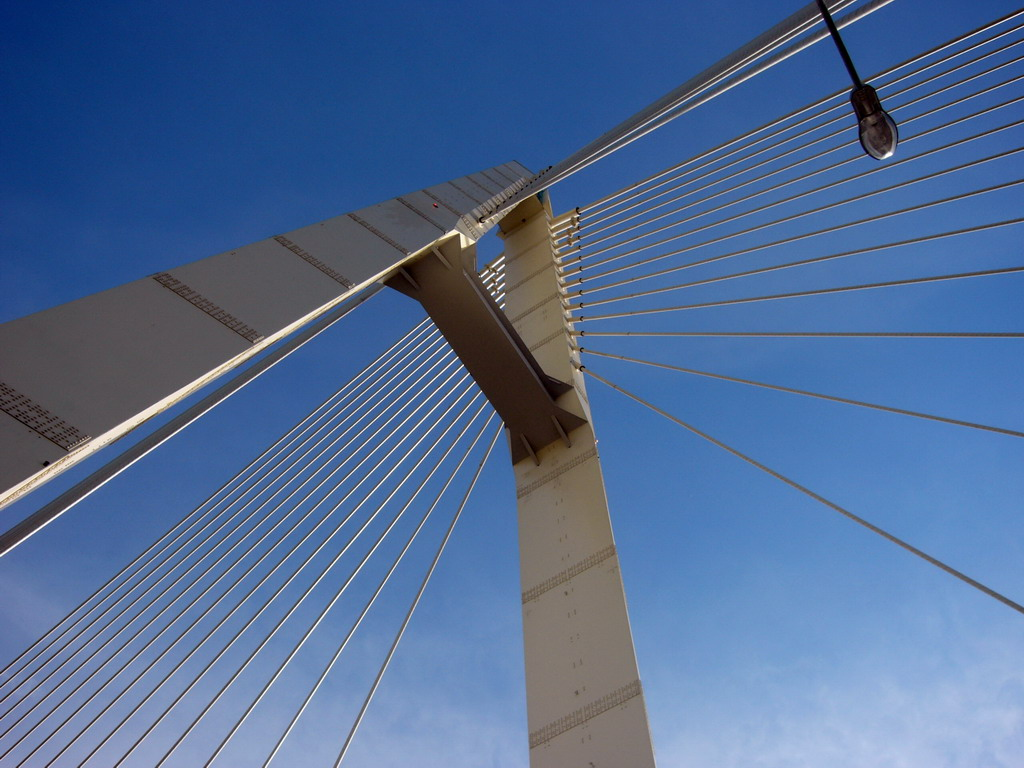
Пілон Великого Обуховського мосту

Великий Обу́ховський міст (часто називають просто «Вантовим мостом») — вантовий нерозвідний міст через Неву. Розташований на межі Невського району Санкт-Петербурга і Всеволожського району Ленінградської області Росії, в середній течії Неви, з'єднує проспект Обухівської оборони і Октябрську набережну. Один з найдовших мостів Росії.

## Конструкція

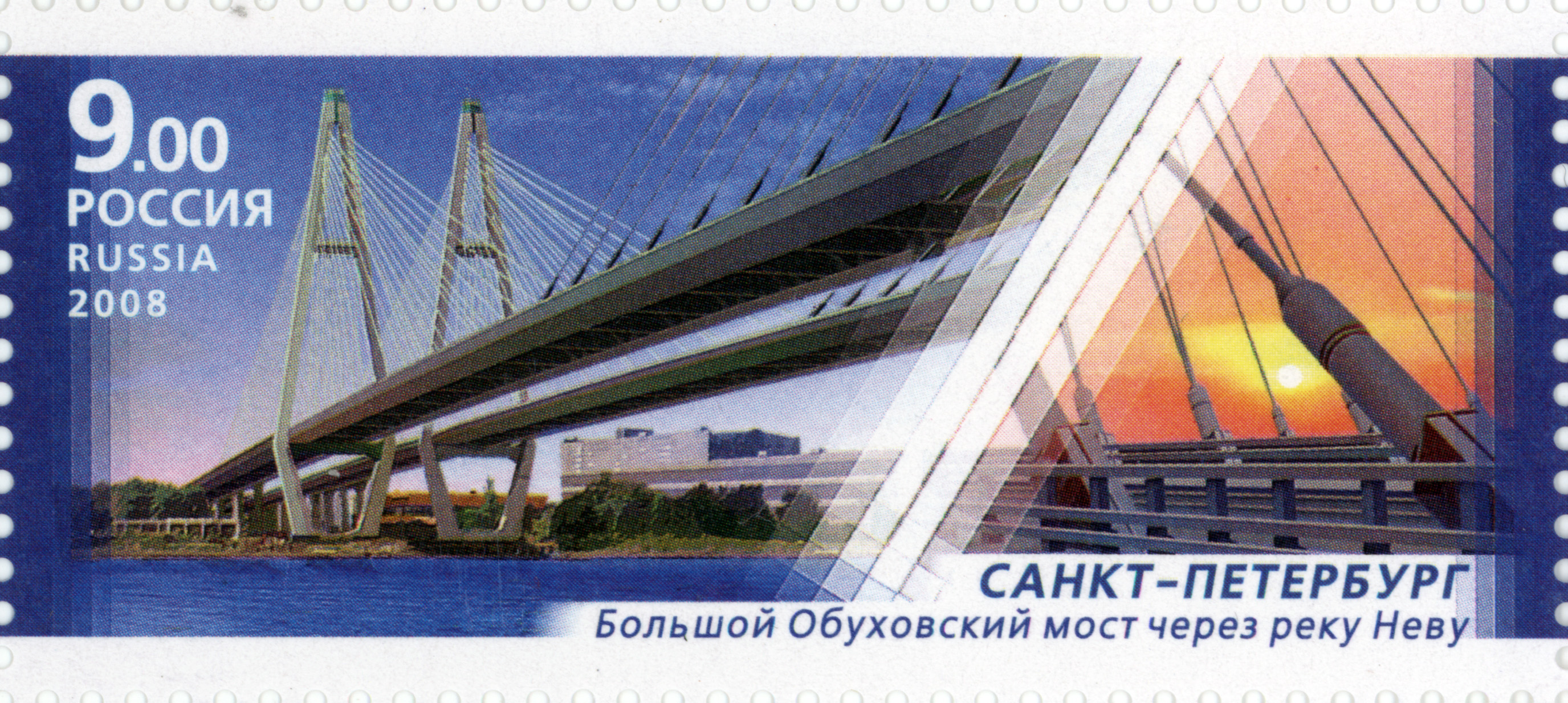
Великий Обуховський міст на поштовій марці Росії

Проектувальник Великого Обуховського мосту — ЗАТ Інститут «Стройпроект», генеральний підрядник — ВАТ Мостоотряд №19. В будівництві мосту також брали участь: Мостоотряд № 10, Мостоотряд № 18, Мостоотряд № 90, МТФ Мостоотряд № 114, Мостоотряд № 125, які входять до складу Мостотресту, (були зайняті на будівництві правобережної частини вантового мосту, а також з'їздів на лівому березі) і інші субпідрядні організації. Міст побудований в досить складній для навігації ділянці Неви, де річка далі робить так зване сліпе коліно, однак завдяки широко розставленим на обох берегах Неви пілонам заввишки 126 м і високим прогоном, міст зовсім не перешкоджає суднам, що пливуть річкою.
Автодорожні розв'язки з Жовтневої набережної і проспектом Обухівської оборони вельми вигадливі і складні, і якщо перша розкинулась на декілька сотень квадратних метрів на ще вільному правому березі Неви, то друга побудована на невеликій ділянці землі між житловими будинками Рабфаківської вулиці і проспекту Обухівської оборони, де крім того знаходяться трамвайна лінія і залізничні колії, які проходять від залізничної станції Обухово до Обухівського заводу. Повна довжина мостового переходу становить 2824 метри, включаючи судноплавний проліт у 382 метри та з'їзди з мосту. Висота пролітної частини над поверхнею води (підмостовий габарит) дорівнює 30 метрам.

## Назва
Уперше в історії міста для вибору назви мосту проводилось рейтингове голосування серед петербургців і жителів Ленінградської області. Пропонувалися такі назви, як, наприклад, «міст Ольги Берггольц», «Іжорський», «Невський», «Ленінградський» та інші. Але міст назвали на честь Обухова, не зважаючи на те, що Обухівський міст в Санкт-Петербурзі вже є.